# Collegio di Chesterfield
Chesterfield è un collegio elettorale inglese situato nel Derbyshire, nelle Midlands Orientali, e rappresentato alla Camera dei comuni del Parlamento del Regno Unito. Elegge un membro del parlamento con il sistema first-past-the-post, ossia maggioritario a turno unico; l'attuale parlamentare è Toby Perkins del Partito Laburista, che rappresenta il collegio dal 2010.

## Estensione

Chesterfield dal 2010 al 2024

Gli attuali confini includono la città di Chesterfield, insieme alle aree a nord verso Dronfield e ad est verso Bolsover, compresi i seguenti ward del borgo di Chesterfield: Brampton East and Boythorpe; Brampton West and Loundsley Green; Brimington North; Brimington South; Brockwell; Dunston; Hasland; Linacre; Rother; Spire; Staveley Central; Staveley South; Walton; Whittington e Whittington Moor.
Dal 2010 al 2024 il collegio comprendeva la città di Chesterfield con i seguenti ward del borgo di Chesterfield: Brimington North, Brimington South, Brockwell, Dunston, Hasland, Hollingwood and Inkersall, Holmebrook, Linacre, Loundsley Green, Middlecroft and Poolsbrook, Moor, Old Whittington, Rother, St Helen’s, St Leonard’s, Walton e West.
La città di Chesterfield sorge subito fuori dal Peak District, a sud-ovest di Sheffield. Il collegio confina con Bolsover e North East Derbyshire.

## Membri del parlamento
| Elezione | Elezione    | Deputato      | Partito             |
| -------- | ----------- | ------------- | ------------------- |
|          | 1885        | Alfred Barnes | Liberale            |
|          | 1886        | Alfred Barnes | Liberale Unionista  |
|          | 1892        | Thomas Bayley | Liberale            |
|          | 1906        | Thomas Bayley | Liberal-laburista   |
|          | Gen 1910    | Thomas Bayley | Laburista           |
|          | 1913 (S)    | Barnet Kenyon | Liberal-laburista   |
|          | 1918        | Barnet Kenyon | Liberale            |
|          | 1929        | George Benson | Laburista           |
|          | 1931        | Roger Conant  | Conservatore        |
|          | 1935        | George Benson | Laburista           |
| 1964     | Eric Varley |               | Laburista           |
| 1984 (S) | Tony Benn   |               | Laburista           |
|          | 2001        | Paul Holmes   | Liberal Democratici |
|          | 2010        | Toby Perkins  | Laburista           |

## Elezioni

### Elezioni negli anni 2020
| Partito                    | Partito                                       | Candidato                  | Risultati 4 luglio 2024 | Risultati 4 luglio 2024 |
| Partito                    | Partito                                       | Candidato                  | Voti                    | %                       |
| -------------------------- | --------------------------------------------- | -------------------------- | ----------------------- | ----------------------- |
|                            | Laburista                                     | Toby Perkins               | 19 316                  | 46,48                   |
|                            | Conservatore                                  | Ben Flook                  | 8 496                   | 20,45                   |
|                            | Reform UK                                     | Dan Price                  | 7 897                   | 19,00                   |
|                            | Verdi                                         | David Wadsworth            | 2 682                   | 6,45                    |
|                            | Lib Dem                                       | Ian Barfield               | 2 553                   | 6,14                    |
|                            | Chesterfield and North Derbyshire Independent | Kris Stone                 | 363                     | 0,87                    |
|                            | Workers                                       | Julie Lowe                 | 248                     | 0,60                    |
|                            |                                               |                            |                         |                         |
| Iscritti                   | Iscritti                                      | Iscritti                   | 71 654                  | 100,00                  |
| ↳ Votanti (% su iscritti)  | ↳ Votanti (% su iscritti)                     | ↳ Votanti (% su iscritti)  | 41 555                  | 57,99                   |
| ↳ Astenuti (% su iscritti) | ↳ Astenuti (% su iscritti)                    | ↳ Astenuti (% su iscritti) | 30 099                  | 42,01                   |
|                            |                                               |                            |                         |                         |
|                            | Esito: collegio confermato a Laburista        |                            |                         |                         |

### Elezioni negli anni 2010
| Partito                    | Partito                                | Candidato                  | Risultati 12 dicembre 2019 | Risultati 12 dicembre 2019 |
| Partito                    | Partito                                | Candidato                  | Voti                       | %                          |
| -------------------------- | -------------------------------------- | -------------------------- | -------------------------- | -------------------------- |
|                            | Laburista                              | Toby Perkins               | 18 171                     | 40,21                      |
|                            | Conservatore                           | Leigh Higgins              | 16 720                     | 37,00                      |
|                            | Brexit                                 | John Scotting              | 4 771                      | 10,56                      |
|                            | Lib Dem                                | Emily Coy                  | 3 985                      | 8,82                       |
|                            | Verdi                                  | Neil Jackson               | 1 148                      | 2,54                       |
|                            | Indipendente                           | John Daramy                | 391                        | 0,87                       |
|                            |                                        |                            |                            |                            |
| Iscritti                   | Iscritti                               | Iscritti                   | 71 034                     | 100,00                     |
| ↳ Votanti (% su iscritti)  | ↳ Votanti (% su iscritti)              | ↳ Votanti (% su iscritti)  | 45 186                     | 63,61                      |
| ↳ Astenuti (% su iscritti) | ↳ Astenuti (% su iscritti)             | ↳ Astenuti (% su iscritti) | 25 848                     | 36,39                      |
|                            |                                        |                            |                            |                            |
|                            | Esito: collegio confermato a Laburista |                            |                            |                            |

| Partito                    | Partito                                | Candidato                  | Risultati 8 giugno 2017 | Risultati 8 giugno 2017 |
| Partito                    | Partito                                | Candidato                  | Voti                    | %                       |
| -------------------------- | -------------------------------------- | -------------------------- | ----------------------- | ----------------------- |
|                            | Laburista                              | Toby Perkins               | 26 266                  | 54,80                   |
|                            | Conservatore                           | Spencer Pitfield           | 16 661                  | 34,76                   |
|                            | Lib Dem                                | Tom Snowdon                | 2 612                   | 5,45                    |
|                            | UKIP                                   | Stuart Bent                | 1 611                   | 3,36                    |
|                            | Verdi                                  | David Wadsworth            | 777                     | 1,62                    |
|                            |                                        |                            |                         |                         |
| Iscritti                   | Iscritti                               | Iscritti                   | 71 639                  | 100,00                  |
| ↳ Votanti (% su iscritti)  | ↳ Votanti (% su iscritti)              | ↳ Votanti (% su iscritti)  | 47 927                  | 66,90                   |
| ↳ Astenuti (% su iscritti) | ↳ Astenuti (% su iscritti)             | ↳ Astenuti (% su iscritti) | 23 712                  | 33,10                   |
|                            |                                        |                            |                         |                         |
|                            | Esito: collegio confermato a Laburista |                            |                         |                         |

| Partito                    | Partito                                | Candidato                  | Risultati 7 maggio 2015 | Risultati 7 maggio 2015 |
| Partito                    | Partito                                | Candidato                  | Voti                    | %                       |
| -------------------------- | -------------------------------------- | -------------------------- | ----------------------- | ----------------------- |
|                            | Laburista                              | Toby Perkins               | 21 829                  | 47,91                   |
|                            | Conservatore                           | Mark Vivis                 | 8 231                   | 18,06                   |
|                            | UKIP                                   | Stuart Yeowart             | 7 523                   | 16,51                   |
|                            | Lib Dem                                | Julia Cambridge            | 6 301                   | 13,83                   |
|                            | Verdi                                  | Matthew Genn               | 1 352                   | 2,97                    |
|                            | TUSC                                   | Matt Whale                 | 202                     | 0,44                    |
|                            | Peace                                  | Tommy Holgate              | 129                     | 0,28                    |
|                            |                                        |                            |                         |                         |
| Iscritti                   | Iscritti                               | Iscritti                   | 72 099                  | 100,00                  |
| ↳ Votanti (% su iscritti)  | ↳ Votanti (% su iscritti)              | ↳ Votanti (% su iscritti)  | 45 567                  | 63,20                   |
| ↳ Astenuti (% su iscritti) | ↳ Astenuti (% su iscritti)             | ↳ Astenuti (% su iscritti) | 26 532                  | 36,80                   |
|                            |                                        |                            |                         |                         |
|                            | Esito: collegio confermato a Laburista |                            |                         |                         |

| Partito                    | Partito                                      | Candidato                    | Risultati 6 maggio 2010 | Risultati 6 maggio 2010 |
| Partito                    | Partito                                      | Candidato                    | Voti                    | %                       |
| -------------------------- | -------------------------------------------- | ---------------------------- | ----------------------- | ----------------------- |
|                            | Laburista                                    | Toby Perkins                 | 17 891                  | 39,03                   |
|                            | Lib Dem                                      | Paul Holmes                  | 17 342                  | 37,83                   |
|                            | Conservatore                                 | Carolyn Abbott               | 7 214                   | 15,74                   |
|                            | UKIP                                         | David Phillips               | 1 432                   | 3,12                    |
|                            | Democratici                                  | Ian Jerram                   | 1 213                   | 2,65                    |
|                            | Verdi                                        | Duncan Kerr                  | 600                     | 1,31                    |
|                            | Indipendente                                 | John "Noneoftheabove" Daramy | 147                     | 0,32                    |
|                            |                                              |                              |                         |                         |
| Iscritti                   | Iscritti                                     | Iscritti                     | 71 847                  | 100,00                  |
| ↳ Votanti (% su iscritti)  | ↳ Votanti (% su iscritti)                    | ↳ Votanti (% su iscritti)    | 45 839                  | 63,80                   |
| ↳ Astenuti (% su iscritti) | ↳ Astenuti (% su iscritti)                   | ↳ Astenuti (% su iscritti)   | 26 008                  | 36,20                   |
|                            |                                              |                              |                         |                         |
|                            | Esito: collegio passa da Lib Dem a Laburista |                              |                         |                         |

### Elezioni negli anni 2000
| Partito                    | Partito                              | Candidato                  | Risultati 5 maggio 2005 | Risultati 5 maggio 2005 |
| Partito                    | Partito                              | Candidato                  | Voti                    | %                       |
| -------------------------- | ------------------------------------ | -------------------------- | ----------------------- | ----------------------- |
|                            | Lib Dem                              | Paul Holmes                | 20 875                  | 47,31                   |
|                            | Laburista                            | Simon Rich                 | 17 830                  | 40,41                   |
|                            | Conservatore                         | Mark Kreling               | 3 605                   | 8,17                    |
|                            | UKIP                                 | Christopher Brady          | 997                     | 2,26                    |
|                            | Democratici                          | Ian Jerram                 | 814                     | 1,84                    |
|                            |                                      |                            |                         |                         |
| Iscritti                   | Iscritti                             | Iscritti                   | 74 028                  | 100,00                  |
| ↳ Votanti (% su iscritti)  | ↳ Votanti (% su iscritti)            | ↳ Votanti (% su iscritti)  | 44 121                  | 59,60                   |
| ↳ Astenuti (% su iscritti) | ↳ Astenuti (% su iscritti)           | ↳ Astenuti (% su iscritti) | 29 907                  | 40,40                   |
|                            |                                      |                            |                         |                         |
|                            | Esito: collegio confermato a Lib Dem |                            |                         |                         |

| Partito                    | Partito                                      | Candidato                  | Risultati 7 giugno 2001 | Risultati 7 giugno 2001 |
| Partito                    | Partito                                      | Candidato                  | Voti                    | %                       |
| -------------------------- | -------------------------------------------- | -------------------------- | ----------------------- | ----------------------- |
|                            | Lib Dem                                      | Paul Holmes                | 21 249                  | 47,81                   |
|                            | Laburista                                    | Reg Race                   | 18 663                  | 42,00                   |
|                            | Conservatore                                 | Simon Hitchcock            | 3 613                   | 8,13                    |
|                            | Alleanza Socialista                          | Jeannie Robinson           | 437                     | 0,98                    |
|                            | Laburista Socialista                         | Bill Harrison              | 295                     | 0,66                    |
|                            | Indipendente                                 | Christopher Rawson         | 184                     | 0,41                    |
|                            |                                              |                            |                         |                         |
| Iscritti                   | Iscritti                                     | Iscritti                   | 73 214                  | 100,00                  |
| ↳ Votanti (% su iscritti)  | ↳ Votanti (% su iscritti)                    | ↳ Votanti (% su iscritti)  | 44 441                  | 60,70                   |
| ↳ Astenuti (% su iscritti) | ↳ Astenuti (% su iscritti)                   | ↳ Astenuti (% su iscritti) | 28 773                  | 39,30                   |
|                            |                                              |                            |                         |                         |
|                            | Esito: collegio passa da Laburista a Lib Dem |                            |                         |                         |

## Risultati dei referendum

### Referendum sulla permanenza del Regno Unito nell'Unione europea del 2016
|             | Collegio     | Lasciare UE % | Rimanere in UE % |
| ----------- | ------------ | ------------- | ---------------- |
|             | Chesterfield | 59,3%         | 40,7%            |
| Inghilterra | 53,3%        | 46,7%         |                  |
| Regno Unito | 51,9%        | 48,1%         |                  |